# سراب (قوچان)
سراب،《به لاتین village Sarab》 روستایی است کاملا ترک زبان از شاخه ترک‌های اغوز.طایفه‌های [قلندر|قلمدرلی] ، [لزگی]، [آدُّو]، [شِینی|شِینکِلَ]اکثریت جمعیت روستا را تشکیل می‌دهند.
این روستا دارای بقعه متبرکه امامزاده قاسم (شاهزاده قاسم)،ابشار و دره ای زیبا و با صفا برای تفریح و سیاحت می‌باشد ؛ فلذا از هموطنان عزیز دعوت می‌شود تا برای تفریح و مسافرت به این روستا تشریف آورده و این طبیعت و مکان بکر را به دیگران نیز معرفی بفرمایید.
.روستای سراب از توابع بخش مرکزی شهرستان قوچان در استان خراسان رضوی ایران.
مسئولین وقت روستا(۱۴۰۰_۱۴۰۴) :
۱_ رئیس شورای اسلامی  {محمد غلامزاده}
۲_ نایب رئیس اول شورا {محمدرضا هوشمند}
۳_ نایب رئیس دوم شورا {حشمت حمیدی}
۴_ دهیار روستا               {برات محمد حسن زاده}
۵_ فرمانده پایگاه بسیج  {کلیم اله ملائی}
۶_ مسئول خانه بهداشت   {زهرا قائمی}
۷_ مدیر مدرسه               {رنجبری}

## جمعیت
این روستا در دهستان قوچان عتیق قرار داشته و براساس سرشماری سال 1390جمعیت آن 387 نفر (109 خانوار) بوده‌است.